# 김일수 (경상북도의원)
김일수(金日洙, 1962년 10월 8일~)는 대한민국의 기업가 출신의 정치인이다. 2023년 4월 5일 재보선 당선된 그는 현재 제12대 경상북도의원(민선 제8기)이다.
- 계명대학교 행정학과

## 경력
- 크리스토퍼리드십 경북 구미연합회장
- 상모초등학교 총동창회 부회장
- 사곡새마을금고 감사국 국장
- 상모사곡동 체육회 회장
- 한국플라텍 CEO 대표이사
- 구미시 배드민턴협회 회장
- 구미시 국제교류협회 부회장
- 구미시 국제교류협회 부회장
- 상모사곡동청사 추진위원
- 상모사곡분회자유총연맹 부회장
- 상모사곡발전협의회 수석부회장
- 사곡모래실회 부회장
- 사곡회 회장
- 2023.04 ~ 현재 : 제12대 경상북도의회 의원
  - 제12대 경상북도의회 행정보건복지위원회 위원
  - 제12대 경상북도의회 전반기 제2기 예산결산특별위원회 위원
  - 제12대 경상북도의회 후반기 의회운영위원회 위원
  - 제12대 경상북도의회 후반기 행정보건복지위원회 부위원장

## 역대 선거 결과
| 실시년도 | 선거       | 대수 | 직책   | 선거구                | 정당     | 득표수  | 득표율          | 순위 | 당락 | 비고           |
| -------- | ---------- | ---- | ------ | --------------------- | -------- | ------- | --------------- | ---- | ---- | -------------- |
| 2023년   | 4·5 재보선 | 12대 | 도의원 | 경북 구미시 제4선거구 | 국민의힘 | 4,356표 | \| \| 64.95% \| | 1위  |      | 초선, 민선 8기 |
|          | 64.95%     |      |        |                       |          |         |                 |      |      |                |